# Muricea tubigera
Muricea tubigera is een zachte koraalsoort uit de familie Plexauridae. De koraalsoort komt uit het geslacht Muricea. Muricea tubigera werd in 1868 voor het eerst wetenschappelijk beschreven door Verrill. 